# شمال غوا
شمال جوا رمزها «NG» (بالإنجليزية: North  Goa)‏ ، هو تقسيم إداري لدولة الهند تتبع ولاية غوا (بالإنجليزية: Goa)‏ ، مركزها هو مدينة باناجي (بالإنجليزية: Panaji)‏ عدد سكانها حسب تعداد سنة 2001 هو 757,407 ، مساحتها 1,736 كم² وكثافة السكان 436 لكل كم² .

## المناخ
يظهر الجدول التالي التغييرات المناخية على مدار السنة لشمال جوا:
| البيانات المناخية لـشمال جوا                                                | البيانات المناخية لـشمال جوا | البيانات المناخية لـشمال جوا | البيانات المناخية لـشمال جوا | البيانات المناخية لـشمال جوا | البيانات المناخية لـشمال جوا | البيانات المناخية لـشمال جوا | البيانات المناخية لـشمال جوا | البيانات المناخية لـشمال جوا | البيانات المناخية لـشمال جوا | البيانات المناخية لـشمال جوا | البيانات المناخية لـشمال جوا | البيانات المناخية لـشمال جوا | البيانات المناخية لـشمال جوا |
| الشهر                                                                       | يناير                        | فبراير                       | مارس                         | أبريل                        | مايو                         | يونيو                        | يوليو                        | أغسطس                        | سبتمبر                       | أكتوبر                       | نوفمبر                       | ديسمبر                       | المعدل السنوي                |
| --------------------------------------------------------------------------- | ---------------------------- | ---------------------------- | ---------------------------- | ---------------------------- | ---------------------------- | ---------------------------- | ---------------------------- | ---------------------------- | ---------------------------- | ---------------------------- | ---------------------------- | ---------------------------- | ---------------------------- |
| الدرجة القصوى °م (°ف)                                                       | 36.6 (97.9)                  | 39.2 (102.6)                 | 39.0 (102.2)                 | 39.8 (103.6)                 | 38.6 (101.5)                 | 35.9 (96.6)                  | 32.3 (90.1)                  | 34.0 (93.2)                  | 33.2 (91.8)                  | 37.2 (99.0)                  | 37.2 (99.0)                  | 36.6 (97.9)                  | 39.8 (103.6)                 |
| متوسط درجة الحرارة الكبرى °م (°ف)                                           | 32.0 (89.6)                  | 31.7 (89.1)                  | 32.2 (90.0)                  | 33.1 (91.6)                  | 33.4 (92.1)                  | 30.3 (86.5)                  | 29.1 (84.4)                  | 28.7 (83.7)                  | 29.8 (85.6)                  | 31.8 (89.2)                  | 32.9 (91.2)                  | 32.7 (90.9)                  | 31.5 (88.7)                  |
| المتوسط اليومي °م (°ف)                                                      | 26.0 (78.8)                  | 26.3 (79.3)                  | 27.7 (81.9)                  | 29.3 (84.7)                  | 30.0 (86.0)                  | 27.6 (81.7)                  | 26.7 (80.1)                  | 26.4 (79.5)                  | 26.9 (80.4)                  | 27.9 (82.2)                  | 27.6 (81.7)                  | 26.9 (80.4)                  | 27.4 (81.3)                  |
| متوسط درجة الحرارة الصغرى °م (°ف)                                           | 19.9 (67.8)                  | 20.7 (69.3)                  | 23.2 (73.8)                  | 25.5 (77.9)                  | 26.5 (79.7)                  | 24.8 (76.6)                  | 24.3 (75.7)                  | 24.0 (75.2)                  | 24.0 (75.2)                  | 23.9 (75.0)                  | 22.2 (72.0)                  | 21.0 (69.8)                  | 23.3 (73.9)                  |
| أدنى درجة حرارة °م (°ف)                                                     | 14.4 (57.9)                  | 13.3 (55.9)                  | 17.5 (63.5)                  | 19.4 (66.9)                  | 20.9 (69.6)                  | 20.9 (69.6)                  | 20.5 (68.9)                  | 21.7 (71.1)                  | 21.0 (69.8)                  | 20.0 (68.0)                  | 15.3 (59.5)                  | 15.7 (60.3)                  | 13.3 (55.9)                  |
| الهطول مم (إنش)                                                             | 0 (0)                        | 0 (0)                        | 1 (0.0)                      | 5 (0.2)                      | 56 (2.2)                     | 861 (33.9)                   | 853 (33.6)                   | 622 (24.5)                   | 237 (9.3)                    | 111 (4.4)                    | 35 (1.4)                     | 2 (0.1)                      | 2٬813 (110.7)                |
| متوسط الأيام الممطرة (≥ 1.0 mm)                                             | 0.0                          | 0.1                          | 0.1                          | 0.6                          | 3.8                          | 24.0                         | 28.2                         | 27.2                         | 14.9                         | 6.6                          | 3.5                          | 0.3                          | 109.3                        |
| متوسط الرطوبة النسبية (%)                                                   | 67                           | 69                           | 71                           | 71                           | 71                           | 85                           | 88                           | 89                           | 86                           | 80                           | 70                           | 64                           | 76                           |
| ساعات سطوع الشمس الشهرية                                                    | 311.8                        | 290.2                        | 291.0                        | 289.0                        | 296.5                        | 125.1                        | 105.7                        | 122.1                        | 177.1                        | 247.7                        | 272.6                        | 299.3                        | 2٬828٫1                      |
| المصدر #1: NOAA                                                             |                              |                              |                              |                              |                              |                              |                              |                              |                              |                              |                              |                              |                              |
| المصدر #2: India Meteorological Department (record high and low up to 2010) |                              |                              |                              |                              |                              |                              |                              |                              |                              |                              |                              |                              |                              |